# Bet ha-Lochem
Bet ha-Lochem (hebr. בית הלוחם; Wojownik) jest Centralnym Stowarzyszeniem Sportów Rehabilitacyjnych dla weteranów Sił Obronnych Izraela i członków ich rodzin. Stowarzyszenie działa na terenie Państwa Izraela. Celem działalności jest umożliwienie niepełnosprawnym podejmowanie aktywności fizycznej i rewalidacja.

## Historia
Pierwszy ośrodek rehabilitacyjny Stowarzyszenia został wybudowany w 1974 w osiedlu Afeka, na północy miasta Tel Awiw. Inicjatorem powstania tego pierwszego ośrodka był Yoshe Lautenberg, który przez wiele lat był dyrektorem ośrodka.
W 1984 utworzono drugi ośrodek w Hajfie, a w 1994 kolejny w Jerozolimie.

## Działalność
Centralne Stowarzyszenie Sportów Rehabilitacyjnych „Bet ha-Lochem” zajmuje się kompleksową rehabilitacją. W obiektach Stowarzyszenia znajdują się baseny pływackie, sale gimnastyczne, siłownie, gabinety rehabilitacyjne i lekarskie, pokoje gier, czytelnie oraz ośrodki kultury. Sale gimnastyczne są wyposażone w specjalistyczne wyposażenie ułatwiające utrzymać sprawność fizyczną i prowadzić zajęcia rehabilitacyjne. Budynki są dobrze utrzymane, w jasnej kolorystyce i posiadają przyjazne otoczenie, pełne zieleni i kwiatów.
Budżet Stowarzyszenia składa się z dotacji rządowych Wydziału Rehabilitacji przy Ministerstwie Obrony, oraz darowizn filantropów izraelskich i zagranicznych.

## Ośrodki Stowarzyszenia

### Tel Awiw
Ośrodek „Bet ha-Lochem” w Tel Awiwie powstał w 1974, po wojnie Jom Kipur. Ośrodek wybudowano na obszarze 30 akrów ziemi, którą zakupiła Organizacja Weteranów Sił Obronnych Izraela od burmistrza miasta Tel Awiw. Do powstania ośrodka przyczyniła się pomoc szwajcarskiej organizacji „Pro-Izrael"
Ośrodek składa się z hali sportowej, basenu pływackiego, gabinetów zabiegowych, instytutu zabiegów fizjoterapii, pomieszczeń przeznaczonych do wypoczynku, sal kultury, kawiarni i innych pomieszczeń specjalistycznych. Budynek jest otoczony 23 akrami terenów zielonych, na których wybudowano basen olimpijski, plac zabaw i parking. Z ośrodka korzysta około 16 tys. osób, weteranów i członków ich rodzin.

### Hajfa
Ośrodek „Bet ha-Lochem” w Hajfie powstał w 1985. Ze względu na ciekawą architekturę jest uznawany za wyjątkową budowlę w kraju. Do powstania ośrodka przyczyniła się pomoc żydowskiej organizacji „Sojusz-Hello” z Filadelfii.
Ośrodek znajduje się na zachodnim stoku góry Karmel i posiada kryty basen pływacki, sale gimnastyczne oraz liczne pomieszczenia rehabilitacyjne. Z ośrodka korzysta około 7,5 tys. osób.

### Jerozolima
Ośrodek „Bet ha-Lochem” w Hajfie powstał w 1994. Został on wybudowany na 40 akrach ziemi, pomiędzy dzielnicą Gilo a osadą Beacon Giwat.
W ośrodku znajduje się kryty basen pływacki, hala sportowa, audytorium, sale fitness, sale zabiegowe do rehabilitacji, sale gimnastyczne, korty tenisowe i parking. Z ośrodka korzysta około 9 tys. osób.